# Campeonato Italiano de Futebol de 2023–24 – Terceira Divisão
A Terceira Divisão do Campeonato Italiano de Futebol de 2023–24, também conhecida simplesmente como Série C Italiana de 2023–24, será a décima temporada da Série C, o campeonato de clubes profissionais do terceiro escalão do futebol italiano. O certame será organizado pela Lega Italiana Calcio Professionistico, muito conhecida mundialmente como LEGA PRO.

## Regulamento
- NÚMERO DE EQUIPES: 60 (três grupos de 20 times)
- SISTEMA DE DISPUTA: Pontos corridos
- RODADAS: 38 (turno e returno)
- CAMPEÃO: Clube com o maior número de pontos nos três respectivos grupos

### Vagas na Série B
- Vagas diretas (3): 1º colocado de cada grupo
- Playoffs (1): 2º ao 10º colocados de cada grupo mais o time vencedor da Copa da Itália da Série C.

### Rebaixamento
- Direto (3): 20º colocado de cada grupo
- Playout (6): 19º, 18º, 17º e 16º colocados de cada grupo.

### Critérios de desempate ao final do campeonato
- Maior pontuação
- Confronto direto
- Saldo de gols
- Gols marcados

## Participantes
A liga será composta por 60 equipes, divididas geograficamente em três grupos diferentes (A, B e C). A composição do grupo será decidida e formalizada pelo comitê Lega Pro entre julho e agosto de 2023.
Em 16 de junho de 2023, Pordenone e Siena anunciaram sua intenção de renunciar à vaga na Série C devido a problemas financeiros. Em 21 de junho, o Conselho de Administração da Lega Pro confirmou pedidos de adesão de 59 clubes e a desistência do Pordenone.

### Promovidos e rebaixados da temporada anterior (2022–23)
| Promovidos da Série C para a Série B | Promovidos da Série C para a Série B |
| ------------------------------------ | ------------------------------------ |
| Feralpisalò                          | Campeão do Grupo A                   |
| Reggiana                             | Campeão do Grupo B                   |
| Catanzaro                            | Campeão do Grupo C                   |
| Lecco                                | Vencedor do play-off de acesso       |

| Promovidos da Série D para a Série C | Promovidos da Série D para a Série C |
| ------------------------------------ | ------------------------------------ |
| Sestri Levante                       | Campeão do Grupo A                   |
| Lumezzane                            | Campeão do Grupo B                   |
| Legnago                              | Campeão do Grupo C                   |
| Giana Erminio                        | Campeão do Grupo D                   |
| Arezzo                               | Campeão do Grupo E                   |
| Pineto                               | Campeão do Grupo F                   |
| Sorrento                             | Campeão do Grupo G                   |
| Brindisi                             | Campeão do Grupo H                   |
| Catania                              | Campeão do Grupo I                   |

| Rebaixados da Série B para a Série C | Rebaixados da Série B para a Série C    |
| ------------------------------------ | --------------------------------------- |
| Benevento                            | 20º colocado (último lugar)             |
| SPAL                                 | 19º colocado (penúltimo lugar)          |
| Brescia                              | Perdedor da repescagem pela permanência |
| Perugia                              | 18º colocado (antepenúltimo lugar)      |
| Brescia                              | Perdedor da repescagem pela permanência |

| Rebaixados da Série C para a Série D | Rebaixados da Série C para a Série D           |
| ------------------------------------ | ---------------------------------------------- |
| Piacenza                             | 20º colocado do Grupo A (último lugar)         |
| Mantova                              | Perdedor do Play-Out de permanência do Grupo A |
| Sangiuliano City                     | Perdedor do Play-Out de permanência do Grupo A |
| Montevarchi                          | 20º colocado do Grupo B (último lugar)         |
| Imolese                              | 19º colocado do Grupo B (penúltimo lugar)      |
| San Donato                           | Perdedor do Play-Out de permanência do Grupo B |
| Fidelis Andria                       | 20º colocado do Grupo C (último lugar)         |
| Viterbese                            | 19º colocado do Grupo C (penúltimo lugar)      |
| Gelbison                             | Perdedor do Play-Out de permanência do Grupo C |

| Desistência | Desistência |
| ----------- | ----------- |
| Pordenone   | Falência    |